# Иваззаде Халил-паша
Иваззаде Халил-паша (осман. عوض زاده خليل پاشا‎, тур. İvazzade Halil Paşa), также известен как Халиль-паша и Галиль-бей (1724—1777) — великий визирь Османской империи (1769—1770). Сын великого визиря Хаши Иваззаде Мехмед-паши, выдвинулся благодаря влиянию отца.

## Визирь Османской империи
В 1769 году, во время войны с Российской империей, османский султан Мустафа III назначил Иваззаде Халил-пашу великим визирем. Своим назначением новый визирь был обязан некоторым познаниям в военном деле, приобретённым под руководством отца во время боевых действий с австрийцами. Султан так высоко ценил Иваззаде Халил-пашу, что считал его способным восстановить честь османского оружия после поражений начального периода войны с Россией. Отличительной чертой нового визиря была любовь к чрезвычайной роскоши, которой он постоянно окружал себя.
В распоряжение Иваззаде Халил-паши было предоставлено многочисленное войско, на содержание которого были выделены большие финансовые средства. Несмотря на это, визирю не удалось оправдать доверия султана: в противостоянии с российскими силами Иваззаде Халил-паша действовал неудачно, и в итоге 1 августа 1770 года потерпел разгром в сражении при Кагуле, в ходе которого войско визиря, насчитывавшее 150 000 воинов, было разбито армией графа Петра Румянцева в 17 000 солдат. Кроме того, испытывая тягу к роскоши, визирь делал неоплатные долги, и даже успел задолжать много денег османской казне. Недовольный действиями Иваззаде Халил-паши, Мустафа III в 1770 году принял решение сместить его с занимаемого поста. Новым визирем был назначен Силахдар Мехмед-паша, а Иваззаде Халил-паша сразу же после сложения полномочий был отправлен в ссылку.
Османский дипломат и государственный деятель Хаджи-Ресми-Ахмед, отстранённый после возвышения Иваззаде Халил-паши от должности кетхуды верховного визиря за рехавет, или «мягкость нрава», оставил в своих воспоминаниях следующую характеристику о любимце Мустафы III:
Халиль-Паша, душою, не был злой человек; но он был горяч, толст, краснощёк, дырявый карман, ужасный мот, и всегда по уши в долгах: доходы визирского сана были недостаточны на его издержки, и он способствовал к разорению армейской казны, взяв из неё заимообразно шесть сот мешков денег.
Впоследствии Иваззаде Халил-паша последовательно был управляющим Эвбеи, Боснии, Салоников, Сиваса.

## Комментарии
1. ↑  300 000 османских пиастров либо 750 000 российских рублей ассигнациями.